# Quốc huy Tây Ban Nha

Quốc huy chính thức của Tây Ban Nha được sử dụng từ năm 1981

Quốc huy Tây Ban Nha có trung tâm là hình tấm lá chắn. Trên mặt tấm lá chắn có 6 nhóm hình vẽ. Góc bên trái là nền đỏ, trên đó có lâu đài màu vàng; góc trên bên phải là con sư tử đội vương miện, hai chân trước giơ lên. Hai hình vẽ này là biểu tượng của nước Tây Ban Nha cổ xưa, lần lượt tượng trưng cho Vương quốc Castilla và Vương quốc León. Góc dưới bên trái là nền vàng sọc đỏ, góc dưới bên phải là lưới xích màu vàng, lần lượt tượng trưng cho Vương quốc Aragón và Vương quốc Navarra. Phía dưới tấm lá chắn là thạch lựu màu đỏ tượng trưng cho Vương quốc Granada. Trong hình bầu dục nền lam viền đỏ ở giữa tấm lá chắn có 3 đóa hoa bách hợp, đại diện cho nhà Bourbon đang cai trị Tây Ban Nha. Phía trên tấm lá chắn là một chiếc vương miện lớn. Hai bên tấm lá chắn là hai chiếc trụ của Hercules với phía trên mỗi cột là một chiếc vương miện nhỏ được quấn bằng dải ruy băng màu đỏ, trên đó có dòng chữ "Plus Ultra" có ý nghĩa là "Xa hơn nữa" (trừ các mẫu quốc huy 1475-1492, 1492-1508, 1530-1556, 1939-1945, 1945-1977, 1977-1981 có hình con đại bàng màu đen với dải lụa mang dòng chữ "Una Grande y Libre" có ý nghĩa là "Đoàn kết, vĩ đại và tự do" trên đầu đại bàng).

## Lịch sử

(1475-1492)
(1492-1508)
(1516-1518)
(1518-1520)
(1520-1530)
(1530-1556)
(1556-1558)
(1558-1580)
(1580-1700)
(1700-1761)
(1761-1868)
(1868-1870)
(1870-1873)
(1873-1874)
(1874-1931)
(1931-1939)
(1939-1945)
(1945-1977)
(1977-1981)
(1981-nay)